# نیک جونیور
نیک جونیور (انگلیسی: Nick Jr.) نام یک مجموعهٔ رسانه‌ای و شبکهٔ تلویزیونی در ایالات متحده آمریکا است که نخستین بار در ۴ ژانویهٔ ۱۹۸۸ میلادی از شبکهٔ نیکلودئون معرفی و ارائه شد.
مخاطب این شبکه تلویزیونی کودکان ۲ تا ۶ ساله است و تا ن.امبر ۲۰۲۳ میلادی، ۵۴٬۰۰۰٬۰۰۰ خانوار حق تماشای آنرا خریداری کرده بودند که نسبت به اوج خود در سال ۲۰۱۳ که ۷۷ میلیون خانوار بود، کاهش یافته است.